# Vicente Reynés
Pour les articles homonymes, voir Reynés.
Reynés  Mimó est un nom espagnol. Le premier nom de famille, en général paternel, est Reynés ; le second, en général maternel, souvent omis, est Mimó.
Vicente Reynés Mimó, né le 30 juillet 1981 à Deià à Majorque, est un cycliste espagnol. Professionnel entre 2003 et 2016, il a notamment remporté une étape de Paris-Nice en 2005.

## Biographie
Vicente Reynés passe professionnel en 2003. Il défend d'abord les couleurs de LA Aluminios Pecol, avec laquelle il obtient plusieurs places d'honneur en Espagne, notamment une quatrième place au Circuit de Getxo. Dès l'année suivante, il rejoint la grande équipe espagnole Illes Balears-Banesto. 
Après une première année marquée par quelques places d'honneur au sprint, Reynés se révèle au début de la saison 2005. Il termine troisième du Trofeo Mallorca, puis réalise un remarquable Tour d'Andalousie qu'il termine à la quatrième place. Quelques semaines, plus tard, au terme d'une 3e étape de Paris-Nice écourtée par le mauvais temps, Reynés s'impose au sprint à Craponne sur Arzon, remportant sa première victoire. Enfin, il montre également une remarquable endurance en terminant 11e de Milan-San Remo fin mars. Le sprinteur de 24 ans semble alors promis à un bel avenir. 
Cependant, la suite de sa saison, puis sa saison 2006, ne sont pas à la hauteur de cette révélation, à l'exception de quelques belles places dans les classiques et semi-classiques : 18e de Gand-Wevelgem, 12e de la Vattenfall Cyclassics, 5e du Tour du Piémont, 17e du difficile Tour de Lombardie. 
Il faut donc attendre 2007 pour voir Reynés réussir une saison à la hauteur des espérances. Dès le début de saison, il remporte sa première course d'un jour, le Trofeo Cala Millor. Mieux, il termine dans les dix premiers de tous les trophées du Challenge de Majorque, ce qui lui permet de remporter le classement général du challenge. Il s'illustre à nouveau sur les sprints du Tour de la Communauté valencienne, mais est victime d'ennuis gastriques qui le contraignent à l'abandon dès la 2e étape de Paris-Nice. Malgré ces difficultés, il réussit deux semaines plus tard son meilleur Milan-San Remo, dont il prend la neuvième place. En juillet, il remporte le Circuit de Getxo, sa première victoire de la saison. 
Reynés s'engage alors dans l'équipe High Road, qu'il rejoint en 2008. Mais l'équipe compte plusieurs autres sprinteurs de haut niveau, et Reynès est bien souvent contraint de se mettre à leur service. Il n'est monté sur le podium d'aucune course avec sa nouvelle équipe.
Sur la Vuelta 2011, il termine à la deuxième place de la deuxième étape derrière l'Australien Christopher Sutton.
Il court pour l'équipe belge Lotto-Belisol en 2012 et 2013, puis l'équipe suisse IAM de 2014 à 2016. En fin d'année 2016, il annonce la fin de sa carrière, à 35 ans, en mettant en avant des « problèmes de santé ». Quatre mois auparavant, il a abandonné le Tour d'Espagne, sa dernière compétition, à cause d'une inflammation de la prostate.

## Palmarès et classements mondiaux

### Palmarès amateur
- 2000
  - 3e du championnat d'Espagne de poursuite par équipes
- 2001
  - 2e étape du Tour de Carthagène
- 2002
  - Tour de la Communauté aragonaise :
    - Classement général
    - 1re étape

  - 3e du Tour de Carthagène

### Palmarès professionnel
- 2003
  - Grand Prix Abimota :
    - Classement général
    - 2e étape
- 2005
  - 3e étape de Paris-Nice
- 2007
  - Trophée Cala Millor-Cala Bona
  - Circuit de Getxo
  - 9e de Milan-San Remo

### Résultats sur les grands tours

#### Tour d'Italie
3 participations
- 2005 : abandon (14e étape)
- 2010 : 117e
- 2013 : 109e

#### Tour d'Espagne
7 participations
- 2009 : 103e
- 2011 : 87e
- 2012 : 82e
- 2013 : non-partant (13e étape)
- 2014 : 61e
- 2015 : 86e
- 2016 : abandon (4e étape)

### Classements mondiaux
| Année              | 2005 | 2006 | 2007 | 2008 | 2009 | 2010 | 2011 | 2012 | 2013 | 2014 | 2015 |
| ------------------ | ---- | ---- | ---- | ---- | ---- | ---- | ---- | ---- | ---- | ---- | ---- |
| Classement ProTour | 169e |      | 158e |      |      |      |      |      |      |      |      |
| UCI World Tour     |      |      |      |      |      |      | 151e | nc   | nc   |      | nc   |
| UCI Europe Tour    |      |      |      |      |      |      |      |      |      | 279e |      |